# Zolotonoša
Zolotonoša (in ucraino Золотоноша?)  è una città (27 206 abitanti) ucraina, situata lungo le rive del fiume Zolotonoška, affluente del Dnepr, nel distretto di Zolotonoša, nell'oblast' di Čerkasy, in Ucraina. Ospita l'amministrazione della comunità territoriale di Zolotonoša, una delle comunità territoriali dell'Ucraina.
Fino al 18 luglio 2020, Zolotonoša era classificata come città di rilevanza regionale e apparteneva al comune di Zolotonoša, ma non al distretto di Zolotonoša, anche se costituiva il centro amministrativo del distretto. Come parte della riforma amministrativa dell'Ucraina, che ha ridotto a quattro il numero dei distretti dell'oblast' di Čerkasy, la città è stata inclusa nel distretto di Zolotonoša.

## Storia
La prima menzione di Zolotonoša nella documentazione storica risale al 1576. Dal 1635, fu esteso alla città il Diritto di Magdeburgo. Dopo aver fatto parte dal 1793 dell'Impero russo, dopo la guerra civile russa diventò parte dell'Unione Sovietica e dal 1991 della Repubblica d'Ucraina.

## Monumenti e architetture
Tra i monumenti più famosi della città si possono ricordare:
- La chiesa di Preobražen, facente parte del complesso del Monastero di Krasnohirs'kyj, disegnata da Ivan Hryhorovyč-Bars'kyj in stile barocco ucraino e costruita tra il 1767 e il 1771.
- La cattedrale di Svjato-Uspens'kyj, 1909.